# Deutsche Fußballnationalmannschaft (U-16-Juniorinnen)
Die deutsche Fußballnationalmannschaft der U-16-Juniorinnen repräsentiert Deutschland im internationalen Frauenfußball. Die Mannschaft existiert seit 2007 und wird seit Sommer 2023 von Melanie Behringer trainiert.

## Geschichte
Nachdem im Jahr 2001 die Altersgrenze der U-17-Nationalmannschaft von 16 auf 17 Jahre angehoben worden war, gründete der DFB im Jahr 2007 eine neu formierte U-16-Nationalmannschaft, die ihr erstes Spiel am 30. Oktober 2007 gegen Frankreich austrug.
Bei der Partie in Wiesloch, die die deutsche Mannschaft mit 7:0 (3:0) gewinnen konnte, kamen folgende 17 Spielerinnen zum Einsatz:
Anna Felicitas Sarholz – Johanna Elsig (70. Laura Vetterlein), Kathrin Hendrich (65. Leonie Maier), Laura Störzel (65. Julia Losert) – Lynn Mester, (61. Claudia Götte) Isabella Schmid, Carolin Simon, Annika Doppler – Nicole Rolser, Sofia Nati (70. Eunice Beckmann), Ramona Petzelberger (61. Franziska Knopp)
Wie für die U-15-Juniorinnen sind auch in der Altersklasse U-16 keine Pflichtspiele auf FIFA- oder UEFA-Niveau vorgesehen, sodass die Mannschaft lediglich Freundschaftsspiele austrägt.
Die U-16-Nationalmannschaft nimmt am jährlich stattfindenden Nordic Cup teil und konnte diesen im Jahr 2008 nach Siegen gegen Norwegen, Dänemark, Island und Frankreich gewinnen. 2013 war man nach Siegen gegen Island, Finnland, die Niederlande und Dänemark ebenfalls siegreich und konnte sich ein Jahr später mit Siegen gegen Norwegen, Finnland, Dänemark und Schweden zum dritten Mal in die Siegerliste eintragen. Nachdem die Mannschaft 2015 im Finale gegen die Niederlande den Kürzeren gezogen hatte, gelang 2016 zum vierten Mal in Folge der Sprung ins Nordic-Cup-Finale. Dabei gelang am 5. Juli 2016 mit dem 9:0 gegen Finnland im letzten Gruppenspiel der bis dato höchste Sieg seit Bestehen der Auswahlmannschaft.
Seit 2015 nimmt die Mannschaft zudem an einem UEFA Development Tournament teil, wo man auf drei andere Teams trifft. Nach Platz zwei im Premierenjahr konnte man diesen Vergleich 2016 für sich entscheiden. Außerdem stellt die U-16-Nationalmannschaft außer Konkurrenz eine Mannschaft beim U-18-Länderpokal 1. Die dortigen Partien zählen jedoch nicht als offizielle Länderspiele.
Mit Lena Lotzen, Luisa Wensing (Länderspieldebüt 2012), Jennifer Cramer, Leonie Maier (2013), Kathrin Hendrich, Pauline Bremer (2014), Laura Benkarth, Kristin Demann, Margarita Gidion und Felicitas Rauch (2015) haben bisher zehn Spielerinnen, die seit 2007 für die U-16-Juniorinnen zum Einsatz kamen, mindestens ein Länderspiel für die A-Nationalmannschaft bestritten. Auch Ivana Rudelic (Kroatien) und Sofia Nati (Griechenland), die 2008 bzw. 2009 noch für die deutschen U-16-Juniorinnen aufliefen, sind inzwischen A-Nationalspielerinnen ihrer Länder.
| Jahr | Gastgeber   | Platzierung        |
| ---- | ----------- | ------------------ |
| 1988 | Dänemark    | nicht teilgenommen |
| 1989 | Norwegen    | 5. Platz 3         |
| 1990 | Schweden    | nicht teilgenommen |
| 1991 | Finnland    | nicht teilgenommen |
| 1992 | Dänemark    | nicht teilgenommen |
| 1993 | Niederlande | nicht teilgenommen |
| 1994 | Island      | nicht teilgenommen |
| 1995 | Norwegen    | nicht teilgenommen |
| 1996 | Finnland    | nicht teilgenommen |
| 1997 | Schweden    | 4. Platz           |
| 1998 | Dänemark    | Sieger (U17)       |
| 1999 | Niederlande | 4. Platz (U17)     |
| 2000 | Finnland    | 2. Platz (U17)     |
| 2001 | Norwegen    | Sieger (U17)       |
| 2002 | Island      | 6. Platz (U17)     |
| 2003 | Schweden    | 2. Platz (U17)     |
| 2004 | Dänemark    | 3. Platz (U17)     |
| 2005 | Norwegen    | Sieger (U17)       |
| 2006 | Finnland    | 3. Platz (U17)     |
| 2007 | Norwegen    | 3. Platz (U17)     |
| 2008 | Island      | Sieger             |
| 2009 | Schweden    | 2. Platz           |
| 2010 | Dänemark    | 2. Platz           |
| 2011 | Finnland    | 7. Platz           |
| 2012 | Norwegen    | 5. Platz           |
| 2013 | Island      | Sieger             |
| 2014 | Schweden    | Sieger             |
| 2015 | Dänemark    | 2. Platz           |
| 2016 | Norwegen    | 2. Platz           |
| 2017 | Finnland    | 3. Platz           |
| 2018 | Norwegen    | 5. Platz           |
| 2019 | Schweden    | Sieger             |

## Rekordspielerinnen
| Spiele | Name |
| ------ | --- |
| 10     | Sarai Linder Lara Martin |
| 9      | Fatma Şakar |
| 8      | Annika Doppler Johanna Elsig Anna-Sophie Fliege Kathrin Hendrich Lisa Karl Ricarda Kießling Ramona Petzelberger Lena Reiter Nicole Rolser Laura Vetterlein |

| Tore | Name                                      |
| ---- | ----------------------------------------- |
| 9    | Nicole Rolser                             |
| 7    | Ivana Rudelic Stefanie Sanders            |
| 5    | Annika Eberhardt Nina Ehegötz Lena Lotzen |